# میلوود (ویرجینیا)
میلوود (به انگلیسی: Millwood) یک منطقهٔ مسکونی در ایالات متحده آمریکا است که در شهرستان کلارک، ویرجینیا واقع شده‌است.